# Schinnik Babrujsk
Schinnik Babrujsk (russisch Шинник Бобруйск) war ein belarussischer Eishockeyklub aus Babrujsk, der bis 2011 in der belarussischen Extraliga spielte. Der Klub wurde 2008 gegründet und trug seine Heimspiele in der Babrujsk-Arena aus, die 7.151 Zuschauern Platz bietet.

## Geschichte
Schinnik Babrujsk wurde 2008 gegründet. Das Team nahm ab der Saison 2008/09 am Spielbetrieb der belarussischen Extraliga teil. Im Anschluss an die Saison 2010/11 zog sich die Mannschaft vom Spielbetrieb der Extraliga zurück.
2010 gründete der KHL-Klub HK Dinamo Minsk einen Eishockeyclub in Babrujsk, der seither mit verschiedenen Mannschaften unter dem Namen Dinamo-Schinnik Babrujsk an der Molodjoschnaja Chokkeinaja Liga und der Wysschaja Liga teilnimmt.

## Bekannte Spieler
- Sjarhej Drosd
- Andrei Alexandrowitsch Gawrilow
- Aleh Haroschka
- Dsmitry Korabau
- Andrei Ptscheljakow